# 安東尼奧·托比亞斯·門德斯
安東尼奧·托比亞斯·門德斯（英語：Antonio Tobias Mendez，1963年—），美國雕塑家。

## 生涯
門德斯創作了二十多個公共紀念碑，其中包括瑟古德·馬歇爾、唐·舒拉、聖雄甘地、泰勒少校以及美國海軍紀念碑的一部分。在2011年，門德斯被提名為完成波士頓市政廳廣場上比爾·拉塞爾雕像的三名入圍者之一。他還為巴爾的摩金鶯隊的六位偉大球員創作了青銅雕塑，這些球員的球衣號碼已被球俱樂部退役，這些雕塑位於金鶯公園左中場外的牛棚後面的野餐區。

## 個人生活
門德斯是作家托尼·門德斯的兒子，而傑西·門德斯是托尼·門德斯的同父異母兄弟。他們的母親喬娜·門德斯曾擔任前中情局偽裝主管。

## 外部連結
- 官方网站